# Varennes (Quebec)
Varennes es una ciudad de la provincia de Quebec, Canadá. Es una de las ciudades que conforman la Comunidad metropolitana de Montreal y se encuentra en el condado regional de Marguerite-D'Youville y a su vez, en la región administrativa de Montérégie. Hace parte de las circunscripciones electorales de Verchères a nivel provincial y de Verchères−Les Patriotes a nivel federal.

## Geografía
Varennes se encuentra ubicada en las coordenadas 45°41′00″N 73°26′00″O / 45.68333, -73.43333. Según Statistics Canada, tiene una superficie total de 92,53 km² y es una de las 1135 municipalidades en las que está dividido administrativamente el territorio de la provincia de Quebec.

## Demografía
Según el censo de 2011, había 20 994 personas residiendo en esta ciudad con una densidad poblacional de 226,9 hab./km². Los datos del censo mostraron que de las 20 950 personas censadas en 2006, en 2011 hubo un aumento poblacional de 44 habitantes (0,2%). El número total de inmuebles particulares resultó de 8001 con una densidad de 86,47 inmuebles por km². El número total de viviendas particulares que se encontraban ocupadas por residentes habituales fue de 7894.